# یانگ کوربت سوم
یانگ کوربت سوم (انگلیسی: Young Corbett III؛ ۲۷ مه ۱۹۰۵ – ۱۵ ژوئیه ۱۹۹۳) بوکسور اهل ایالات متحده آمریکا بود.